# 앙고라 염소

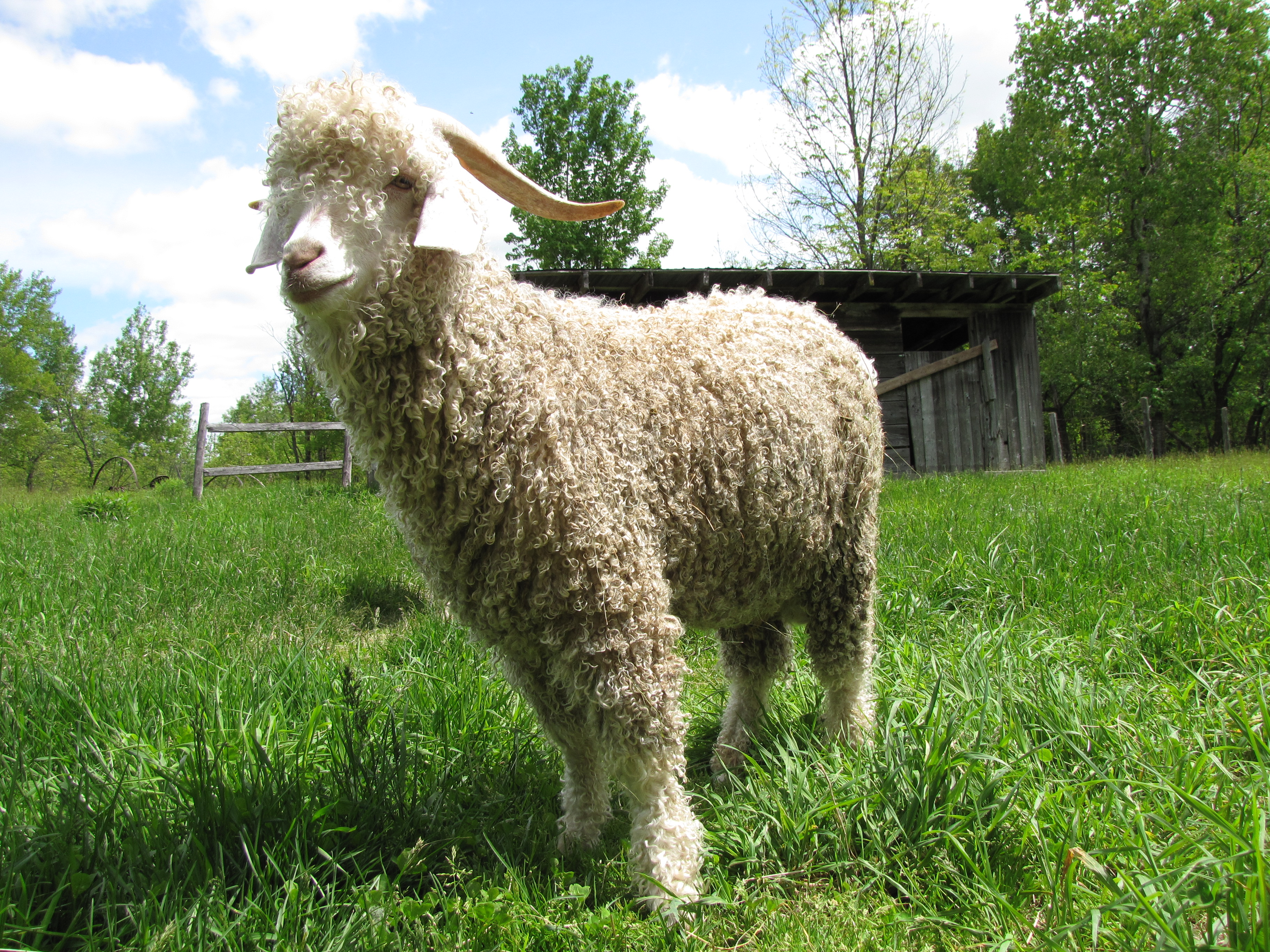
앙고라 염소.

앙고라 염소(튀르키예어: Ankara keçisi, 영어: Angora goat)는 터키의 앙카라 지방에 주로 사는 가축 염소이다.

## 같이 보기
- 앙고라토끼